# Єндрихово (Мронґовський повіт)
Єндрихово (пол. Jędrychowo, нім. Heinrichshöfen) — село в Польщі, у гміні Сорквіти Мронґовського повіту Вармінсько-Мазурського воєводства.
Населення — 124 особи (2011).
У 1975-1998 роках село належало до Ольштинського воєводства.

## Демографія
Демографічна структура станом на 31 березня 2011 року:
|          | Загалом | Допрацездатний вік | Працездатний вік | Постпрацездатний вік |
| -------- | ------- | ------------------ | ---------------- | -------------------- |
| Чоловіки | 64      | 6                  | 45               | 13                   |
| Жінки    | 60      | 12                 | 32               | 16                   |
| Разом    | 124     | 18                 | 77               | 29                   |